# Grigóris Grigoríou
Pour les articles homonymes, voir Grigoriou.
Grigóris Grigoríou (grec moderne : Γρηγόρης Γρηγορίου), né le 16 juillet 1919 à Athènes et décédé le 4 septembre 2005 est un réalisateur grec.

## Biographie
Fils d'un avocat, il fit en parallèle des études de droit, de langue étrangère, de théâtre et de cinéma. Pendant l'occupation, il participa à la résistance dans les rangs du Front de Libération Nationale (EAM).
Son premier film fut une adaptation du roman de Grigórios Xenópoulos Le Rocher rouge en 1949. Il est considéré comme le premier réalisateur grec à s'être lancé dans le néoréalisme avec Pain amer en 1951. L'échec relatif de ce film, puis des Grands Chemins deux ans plus tard, le fit renoncer à cette voie. Il réalisa ensuite de nombreuses comédies et films historiques. 
Il fut professeur de cinéma et vice-président du centre du cinéma grec.
Il fit aussi une carrière de présentateur de télévision.

## Filmographie
- 1949 : Le Rocher rouge (Ο Κόκκινος Βράχος, O kokkinos vrahos)
- 1950 : Tempête au phare (Θύελλα στο φάρο, Thyella sto faro)
- 1951 : Pain amer (Πικρό ψωμί, Pikro psomi)
- 1953 : Les Grands Chemins (Οι μεγάλοι δρόμοι, Megaloi dromoi)
- 1956 : L'Enlèvement de Perséphone (Αρπαγή της Περσεφόνης, Arpayi tis Persephonis)
- 1958 : Mimikos et Mary (el) (Ο Μιμίκος και η Μαίρη, O Mimikos kai i Mary)
- 1959 : Le Lac des soupirs (Η λίμνη των στεναγμών, I limni ton stenagmon)
- 1960 : 2 000 marins et une fille (el) (2000 ναύτες κι ένα κορίτσι, 2000 naftes ki ena koritsi)
- 1960 : Bonjour Athènes (el) (Καλημέρα Αθήνα, Kalimera Athina)
- 1961 : Un rusé compère (el) (Διαβόλου κάλτσα, Diavolou kaltsa)
- 1962 : Quand se réveille le passé (el) (Όταν ξυπνά το παρελθόν, Otan xypna to parelthon)
- 1963 : Frère Anna (Ο Αδελφός Άννα, O adelphos Anna)
- 1963 : Aftó to káti állo! (Αυτό το κάτι άλλο)
- 1964 : Doutes (Αμφιβολίες, Amfivolies)
- 1964 : Persécution (el) (Διωγμός, Diogmos)
- 1964 : Les 201 Canaris (el) (Τα 201 καναρίνια, Ta 201 kanarinia)
- 1965 : Le Sort d'un innocent (el) (Η μοίρα του αθώου, I moira tou athoou)
- 1965 : Non, M. Johnson (el) (Όχι,.. κύριε Τζόνσον, Ohi, ...kyrie Johnson)
- 1965 : Mon fils... Mon fils... (el) (Υιέ μου... Υιέ μου..., Yie mou... Yie mou...)
- 1966 : Une femme s'accuse (el) (Μια γυναίκα κατηγορείται, Mia gynaika katigoreitai)
- 1966 : Désirs dans les marais maudits (el) (Πόθοι στον καταραμένο βάλτο, Pothoi ston katarameno valto)
- 1967 : O anakatosouras (el) (Ο ανακατωσούρας)
- 1967 : Cette Terre est notre terre (el) (Αυτή η γη είναι δική μας, Afti i gi einai diki mas)
- 1967 : Au Filet de l'araignée (el) (Κοκοβιός και Σπάρος στα δίχτυα της Αράχνης, Kokkovios kai Sparos sta dihtya tis Arahnis)
- 1967 : Trouba 67 (el) (Τρούμπα '67, Trouba '67)
- 1968 : Querelle d'amour (el) (Ο μεγάλος διχασμός, O megalos dihasmos)
- 1968 : L'Heure de la colère (el) (Η ώρα της οργής, I ora tis orgis)
- 1969 : Saint Nektarios (el) (Ο Άγιος Νεκτάριος, O Agios Nektarios)
- 1970 : Le Dernier Espion bulgare (el) (Ο τελευταίος των κομιτατζήδων, O teleftaios ton komitatzidon)
- 1970 : Les Derniers Combattants de Rupel (el) (Οι τελευταίοι του Ρούπελ, Oi teleftaioi tou Rupel)

## Récompenses
- Semaine du cinéma grec 1963 (Thessalonique) : sélection pour Frère Anna
- Semaine du cinéma grec 1965 (Thessalonique) : sélection pour Le Sort d'un innocent et Non, Monsieur Johnson